# Pollstar
Pollstar — ведущее отраслевое издание, которое освещает гастрольную деятельность музыкантов, получая информацию от агентов, менеджеров и спонсоров, организующих концерты. Основано в 1981 году, офис расположен во Фресно, Калифорния; также есть представительство в Лондоне и корреспонденты в шести странах. Pollstar также входит в состав Ассошиэйтед пресс. Услуги компании доступны по подписке, распространяются по всему миру и включают в себя еженедельный журнал, а также онлайновые базы данных. Кроме того, Pollstar проводила ежегодную церемонию награждения исполнителей и специалистов в концертной индустрии.